# Davidius triangularis
Davidius triangularis – gatunek ważki z rodziny gadziogłówkowatych (Gomphidae). Występuje w Chinach; stwierdzony w prowincji Shaanxi.